# Knooppunt Lummen
Het knooppunt Lummen is een knooppunt tussen de A2/E314 en de A13/E313 nabij het Belgische Lummen, in Limburg. Het knooppunt dateert uit het begin van de jaren zeventig en werd toen aangelegd als twee ongelijkvloers kruisende snelwegen met een ovale rotonde voor wie van snelweg wil veranderen. Daarnaast had het knooppunt ook afritten naar het nabijgelegen industrieterrein. Van 2008 tot 2011 werd het omgevormd tot een turbineknooppunt.
Hoewel het verkeersknooppunt dus geen klaverblad is, draagt het in de volksmond toch de naam "Het Klaverblad" van Lummen. Deze populaire naam werd bijvoorbeeld ook overgenomen als naam voor een nabijgelegen straat en voor een dancing-feestzaal.

## Probleemsituatie
De oorspronkelijke configuratie werd als gevaarlijk beschouwd en zorgde regelmatig voor verkeersproblemen. Dagelijks passeren er meer dan honderdduizend voertuigen. De twee hoofdassen van de snelwegen kruisen elkaar traditioneel zonder probleem door middel van een brug. Het verkeer dat van snelweg wilde veranderen moest dit echter via een rotonde doen. Daardoor waren er vier conflictpunten waar het snelle verkeer dat van de snelweg kwam, voorrang moest verlenen aan het langzamere verkeer op de rotonde. Bovendien moest het verkeer dat de rotonde op wilde rijden of de rotonde wilde verlaten op een korte afstand door elkaar weven. Deze constructie veroorzaakte gemiddeld vier uur file per dag met wachttijden tot dertig minuten om het knooppunt op te rijden. Dit zorgde voor onveilige situaties op de E313 zelf waar steeds een file ontstond op de rechterrijstrook om de afslagstrook naar het knooppunt op te rijden. Eind 2003 werden de afslagstroken op de E313 verlengd maar dit bracht nauwelijks verbetering. Bovendien waren tot 2007 in het knooppunt ook nog verbindingswegen verwerkt naar het industrieterrein Zolder-Lummen.

## Omvorming van het knooppunt
In de eerste voorbereidende fase werden de verbindingswegen naar het industrieterrein vervangen door een afzonderlijke op- en afrit op de A13, ter hoogte van de bestaande snelwegparkings die zich zowat een kilometer verder in de richting van Hasselt bevinden. Deze fase liep van 2006 tot en met 2007.
Hierbij werd eerst de bestaande brug voor plaatselijk verkeer afgebroken en door een nieuwe brug vervangen. Het eerste deel van deze werken startte in april 2006 met het afsluiten van de parkings en de afbraak van de bestaande brug voor plaatselijk verkeer. Op 4 augustus 2006 werd de E313 tijdelijk afgesloten tussen het knooppunt en Hasselt om de brugliggers te plaatsen voor de nieuwe brug. Deze werd voltooid in november 2006. Op 21 mei 2007 startten dan de werken om de nieuwe op- en afritten naar het industrieterrein aan te leggen. Op 13 december 2007 werd het nieuwe op- en afrittencomplex in gebruik genomen en de dag daarop werden de verbindingswegen op het knooppunt afgesloten, waarmee de eerste fase van de werkzaamheden beëindigd werd.
De eigenlijke werken om de rotonde zelf om te bouwen startten op 16 mei 2008 en moesten uitgevoerd zijn tegen 2012. De rotonde verdween en werd vervangen door een turbineknooppunt. De constructie telt twee niveaus en acht bruggen. De grote boogstralen moeten een betere doorstroming van het verkeer mogelijk maken. Deze oplossing vermijdt de voormalige conflictpunten waar het verkeer moest wachten voor in- en uitvoegend verkeer. De kosten bedroegen zo'n 40 miljoen euro.
Sinds maandag 25 oktober 2010 is het knooppunt Lummen conflictvrij. Daarna werden er nog twee bruggen gebouwd en op woensdag 2 november 2011 waren nog de laatste lussen volledig afgewerkt.
| Aansluitende wegen        | Aansluitende wegen        | Aansluitende wegen | Aansluitende wegen | Aansluitende wegen      |
| ------------------------- | ------------------------- | ------------------ | ------------------ | ----------------------- |
| richting Geel / Antwerpen |                           |                    |                    |                         |
|                           |                           |                    |                    |                         |
| richting Leuven / Brussel | richting Genk / Nederland |                    |                    |                         |
|                           |                           |                    |                    |                         |
|                           |                           |                    |                    | richting Hasselt / Luik |